# Elevthérios Venizelos
Elevthérios Venizelos (en grec: Ἐλευθέριος Κυριάκου Βενιζέλος pronunciat [elefˈθerios ciriˈaku veniˈzelos]; Murniés (Creta), 23 d'agost de 1864 - París, 18 de març de 1936) va ser un advocat i polític grec que esdevingué primer ministre entre 1915 i 1935. La seva influència política fou cabdal en la vida política grega de la primera meitat del segle xx. Fou el pare de Sofoklis Venizelos que també tingué una destacada carrera política a Grècia.

## Biografia

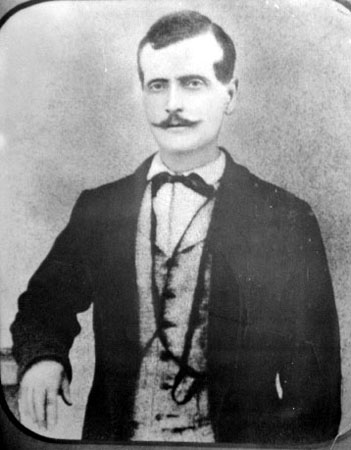
Kiriakos Venizelos, el pare d'Elevthérios

Elevthérios Venizelos nasqué a Murniés, un poblet de l'illa de Creta, fill de Kyriakos Venizelos un revolucionari cretenc deportat per les autoritats otomanes a Siros arran d'una insurrecció l'any 1866.
Venizelos ingressà a la Universitat d'Atenes per iniciar estudis de dret. Esdevingué un estudiant actiu en tot allò que feia referència a la causa cretenca. Un cop acabada la carrera es traslladà a Creta on exercí d'advocat i periodista. Un any després fou elegit diputat a l'Assemblea Nacional pel nou Partit Liberal.
A través dels seus posicionament i discursos a l'Assemblea Nacional, Venizelos es mostrà favorable a la incorporació de l'illa a Grècia. Participà activament a l'aixecament dels cretencs de 1897 i es mostrà de nou favorable a l'enosi (unió de l'illa al país). La revolta conclogué amb la intervenció militar de les tropes de Rússia, Regne Unit, Itàlia i Àustria-Hongria que garantiren la unió de l'illa al país i el cessament immediat de les hostilitats otomanes contra els cretencs.
Sota la pressió de les potències internacionals, el príncep Jordi de Grècia fou nomenat Alt Comissionat a l'illa. En el marc d'aquest comissionat, Venizelos esdevingué ministre de Justícia entre 1899 i 1901. La relació entre el príncep grec i Venizelos fou difícil, la voluntat del príncep Jordi d'exercir un poder absolut a l'illa xocà amb la mentalitat liberal del cretenc.
Així, el 1901 dimití del càrrec de ministre i encapçalà un moviment opositor al govern de Jordi de Grècia que arribà a emprar les armes en contra del govern provisional (vegeu revolta de Thérisso). Així, el 1905 el príncep Jordi de Grècia es va veure obligat a abandonar l'illa, el seu comissionat fou substituït pel de Aléxandros Zaïmis, ex-primer ministre grec amb qui Venizelos mantenia i mantingué bones relacions.
L'any 1910, el Parlament grec fou dissolt arran d'una crisi política interna. Venizelos es traslladà a Atenes arran de la invitació de la Lliga Militar treien un escó a les eleccions de 8 d'agost de 1910. Immediatament fundà un nou partit polític, el Komma Filelevtheron (Partit Liberal) aconseguint formar govern el 2 d'octubre de 1910. El seu govern inicià una profunda reorganització de l'economia, la vida política i diverses temes prioritaris com carretes, trens o política agrícola.

### Primera Guerra Balcànica
Com a conseqüència de la prudència que mostrà Venizelos a l'hora de tractar temes diplomàtics, la creació de la Lliga Balcànica s'endarrerí considerablement i de manera que l'esclat de la Primera Guerra Balcànica no es produí fins al 1912. Durant aquest endarreriment, el Govern treballà per preparar a consciència l'exèrcit i afrontar amb èxit les primeres campanyes militars.
Amb l'esclat de la guerra Venizelos topà amb els primers problemes amb el príncep hereu Constantí de Grècia. La ruta que l'exèrcit grec havia de seguir per alliberar les ciutats del nord del país i els territoris d'Epir, Macedònia i diverses Illes de la mar Egea. Aquesta topada entre el príncep hereu i el primer ministre fou un preludi de les tenses relacions que mantingueren al llarg del regnat de Constantí I de Grècia.
La mort del rei Jordi I de Grècia l'any 1913 arran d'un atemptat a Salònica significà l'ascens del fins llavors príncep hereu Constantí de Grècia al poder.

### Primera Guerra Mundial
La relació fins llavors tensa entre Constantí i Venizelos s'accentuà arran de l'esclat de la Primera Guerra Mundial. Durant el primer any del conflicte, Grècia romangué neutral malgrat que el govern de Venizelos es mostrà favorable a un pacte amb la Triple Entente, ja que creia en la superioritat militar francobritànica i amb el seu model polític de caràcter liberal. D'altra banda, el rei Constantí I de Grècia mantingué una actitud més pròxima a la Triple Aliança cosa que tensa les relacions amb el primer ministre.
Noves eleccions foren convocades l'any 1915 i el Partit de Venizelos guanyà de nou les eleccions. Malgrat la promesa de mantenir la neutralitat, Grècia es veié obligada a entrar en guerra a conseqüència de l'atac de Bulgària a Sèrbia amb qui Grècia havia firmat un Tractat de Defensa. Arran de l'entrada, les constants disputes entre el primer ministre i el rei feren que Venizelos convoqués novament eleccions i no s'hi presentés. Paral·lelament un exèrcit de francobritànic desembarcà a Tessalònica per tal de prestar ajuda militar a Sèrbia.
Malgrat tot, l'any 1916 un exèrcit compost per tropes de Bulgària, Alemanya i Àustria-Hongria ocuparen la Macedònia grega. Immediatament després, Venizelos i els seus seguidors s'organitzaren militarment establint la seva base a Tessalònica amb un grup paramilitar anomenat Govern Temporal per la Defensa Nacional, creant un nou estat que incorporava la Tessalònica, Creta i diverses illes de la mar Egea.

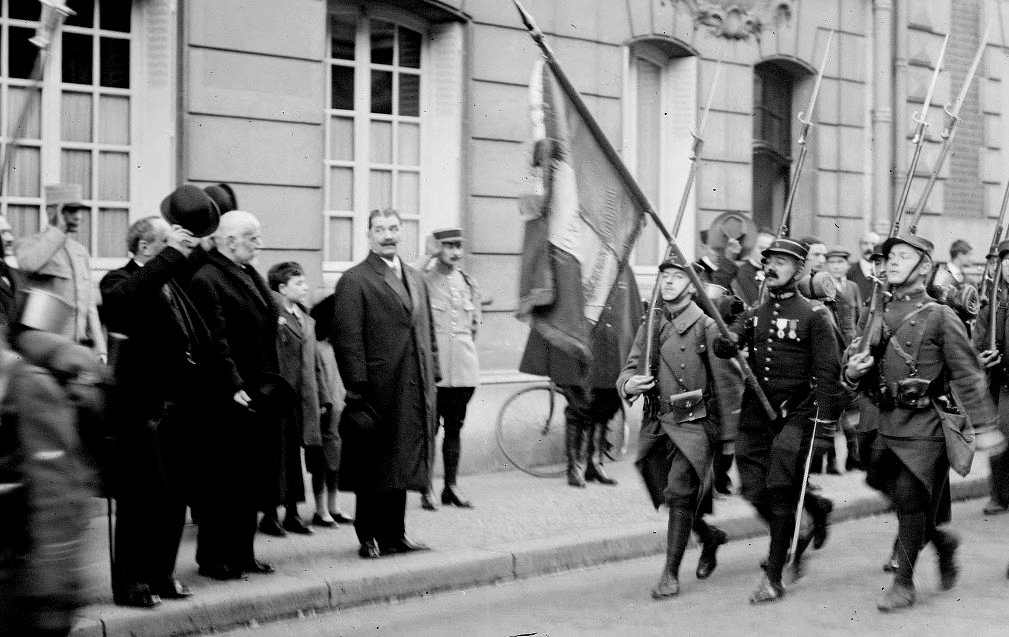
Elevthérios Venizelos durant una visita a París el 1917

El dia 11 de juny de 1917, Constantí I de Grècia abdicà en favor del seu segon fill que esdevindria Alexandre I de Grècia. Així, Venizelos retornà a Atenes i declarà obertament la guerra als Imperis Centrals. Immediatament inicià un seguit de campanyes militars contra l'exèrcit de Bulgària. El 14 de setembre de 1918 s'inicià la campanya final dels grecs contra els búlgars i alemanys aconseguint que el 30 de setembre Bulgària sol·licités l'armistici.
Arran de la signatura del Tractat de Sèvres i del Tractat de Neuilly el 1919, Grècia obtingué un seguit de territoris de població grega que incloïen Esmirna i la Tràcia oriental. Venizelos arribà a Grècia després de patir un atemptat a la Gare de Lyon, però tractat com un heroi. Malgrat aquest fet, Venizelos perdé les eleccions de novembre de 1920 i immediatament el rei Constantí I de Grècia fou cridat de nou al tron. Poc després, Venizelos marxaria a l'exili cap a París.

### Postguerra
Després de la Guerra greco-turca (1919-1922), com a representant de Grècia signat el Tractat de Lausana pel qual Grècia perdia gran part de les annexions fetes després de la Primera Guerra Mundial. El 1923 Venizelos tornà a Grècia després que el general Ioannis Metaxàs forcés l'exili del rei Jordi II de Grècia. A Grècia encapçalà un moviment polític de caràcter liberal i republicà.
A les eleccions de 1928, el partit de Venizelos obtingué la victòria per una àmplia majoria (228 escons de 250) al Parlament grec. Venizelos governà Grècia fins al 1932. L'any 1933 va ser víctima d'un nou atemptat terrorista, l'atemptat fou seguit d'un caos general a Atenes i per tot el país que obrí pas a un cop militar encapçalat pel mateix Venizelos i pel general Nikolaos Plastiras el març de 1935. El cop fracassà i com a resultat Venizelos hagué de partir a l'exili.

### Exili
Poc després que Venizelos marxés a l'exili, a Atenes s'inicià un procés judicial contra molts seguidors de Venizelos, molts dels quals foren condemnats a mort. El govern preparà l'arribada del rei Jordi II de Grècia que l'any 1936 assumí, després d'un referèndum de dubtosa credibilitat, el poder de Grècia.
Elevthérios Venizelos morí a París l'any 1936 durant una estada a l'Hotel Ritz. Arran de la seva mort, un nombrós grup de grecs que vivien a París i eren seguidors del polític grec es concentraren a les portes del famós hotel de la Place Vendôme de la capital francesa. El seu cos fou enterrat a l'illa de Creta enmig d'una important cerimònia fúnebre.

## Llegat
Actualment, la moneda de cinquanta cèntims d'euro de Grècia porta l'efígie del polític cretenc.
El municipi de Murniés a Creta, on va néixer, va ser reanomenat Elevthérios Venizelos en honor seu.

### Diaris
- Black, Cyril E. «The Greek Crisis: Its Constitutional Background». The Review of Politics, 10, 1, gener 1948, pàg. 84–99. DOI: 10.1017/S0034670500044521. JSTOR: 1404369?.
- Dunning, Wm. A. «Record of Political Events». Political Science Quarterly. The Academy of Political Science, 12, 4, desembre 1897, pàg. 734–756. DOI: 10.2307/2139703. JSTOR: 2139703.
- Ion, Theodore P. «The Cretan Question». The American Journal of International Law. American Society of International Law, 4, 2, abril 1910, pàg. 276–284. DOI: 10.2307/2186614. JSTOR: 2186614.
- Kyriakidou, Maria «Legislation in Inter-war Greece Labour Law and Women Workers: A Case Study of Protective». European History Quarterly, 32, 4, 2002, pàg. 489. Arxivat de l'original el 2009-03-27. DOI: 10.1177/0269142002032004147 [Consulta: 5 octubre 2011].
- Mazower, M. «The Messiah and the Bourgeoisie: Venizelos and Politics in Greece, 1909–1912». The Historical Journal, 35, 4, desembre 1992, pàg. 885–904. DOI: 10.1017/S0018246X00026200. JSTOR: 2639443?.